# تورنادو فوق كانساس
تورنادو فوق كانساس ، أو  تورنادو ، هي لوحة زيتية على قماش من عام 1929 للرسام الإقليمي الأمريكي جون ستيوارت كاري . يصور مشهدًا دراميًا تتسابق فيه عائلة للحصول على مأوى مع اقتراب إعصار من مزرعتهم ، ولها روابط تركيبية مع لوحة كاري من عام 1928 معمودية في كانساس . يُعتقد أن الفنان قد تأثر بفن الباروك وصور الأعاصير. طور خوفه من الكوارث الطبيعية وتقديس الله خلال طفولته ، وكلاهما واضح في اللوحة.

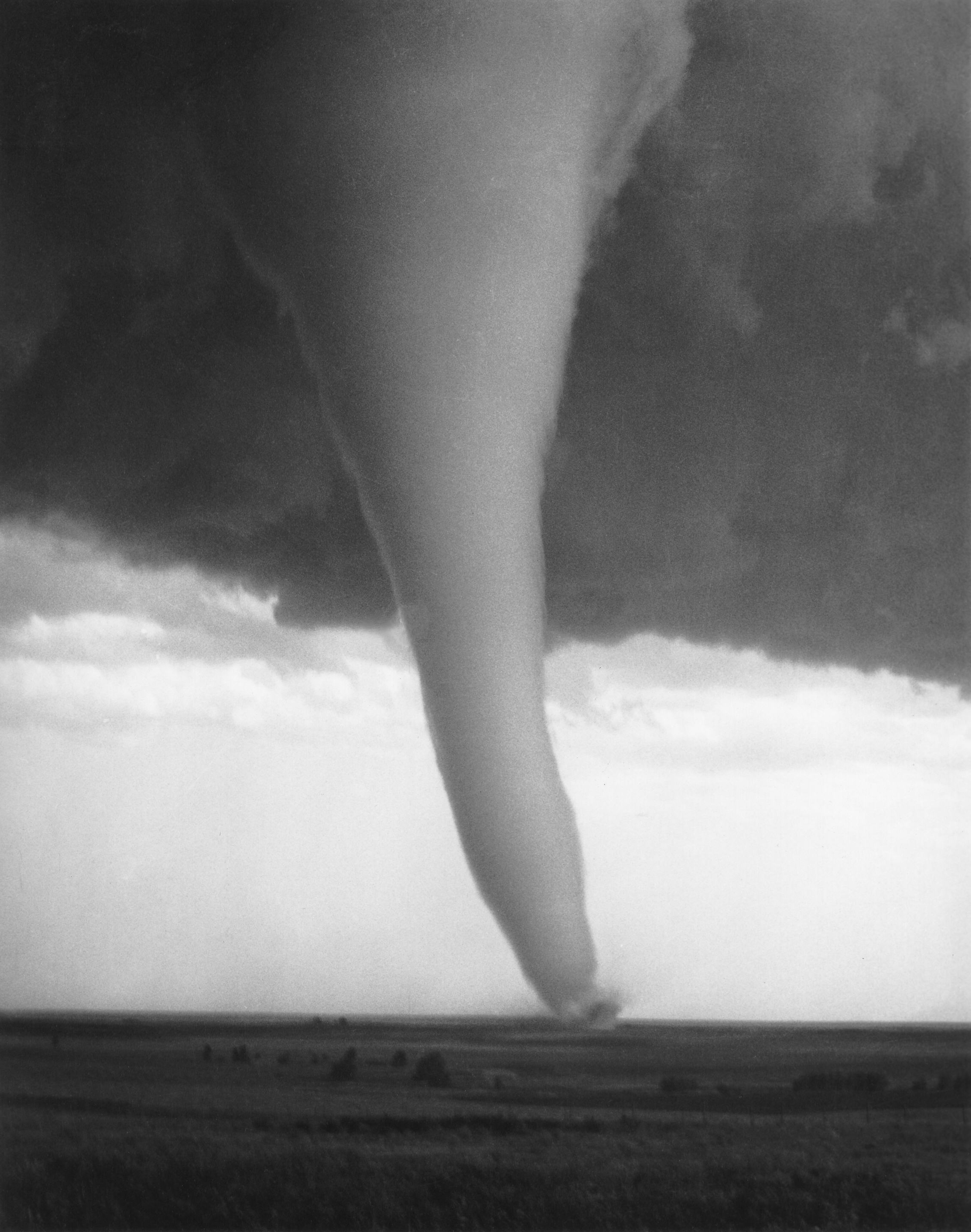
صورة لإعصار هاردتنر ، كانساس ، عام 1929 الذي ربما يكون قد أثر على إعصار هاردتنر فوق كانساس

## أنظر أيضا
- قائمة الأعمال الفنية لجون ستيوارت كاري